# Gnophomyia lugubris
Gnophomyia lugubris är en tvåvingeart som först beskrevs av Zetterstedt 1838.  Gnophomyia lugubris ingår i släktet Gnophomyia och familjen småharkrankar. Arten är reproducerande i Sverige. Inga underarter finns listade i Catalogue of Life.